# Gãy xương cổ
Gãy xương cổ, thường được gọi là gãy cổ, là một trạng thái nứt vỡ của bất kỳ một trong bảy đốt sống cổ ở vị trí cổ. Ví dụ về nguyên nhân phổ biến ở người là tai nạn giao thông và nhảy cắm đầu xuống vùng nước nông. Sự chuyển động bất thường của xương cổ hoặc các mảnh xương có thể gây tổn thương tủy sống dẫn đến mất cảm giác, tê liệt hoặc thông thường là chết ngay lập tức.

## Nguyên nhân
Cần có lực đáng kể để gây ra gãy xương cổ. Va chạm xe và ngã là những nguyên nhân phổ biến. Một cơn đau dữ dội, đột ngột đến cổ hoặc một cú đánh mạnh vào đầu hoặc cổ có thể gây ra gãy xương cổ.
Các môn thể thao liên quan đến tiếp xúc vật lý bạo lực có nguy cơ gãy xương cổ, bao gồm bóng đá Mỹ, bóng đá hiệp hội (đặc biệt là thủ môn), khúc côn cầu trên băng, bóng bầu dục và đấu vật. Ví dụ, việc tìm kiếm một đối thủ trong bóng đá hoặc bóng bầu dục có thể gây ra một cổ bị gãy. Gãy xương cổ cũng có thể được thấy ở một số môn thể thao không tiếp xúc, chẳng hạn như thể dục dụng cụ, trượt tuyết, lặn, lướt sóng, powerlifting, cưỡi ngựa, đạp xe leo núi và đua mô tô.
Một số chấn thương cổ thâm nhập cũng có thể gây ra gãy xương cổ cũng có thể gây ra chảy máu nội bộ trong số các biến chứng khác.
Treo cổ cũng gây ra việc gãy xương cổ dẫn đến việc giết chết nạn nhân.

## Chẩn đoán

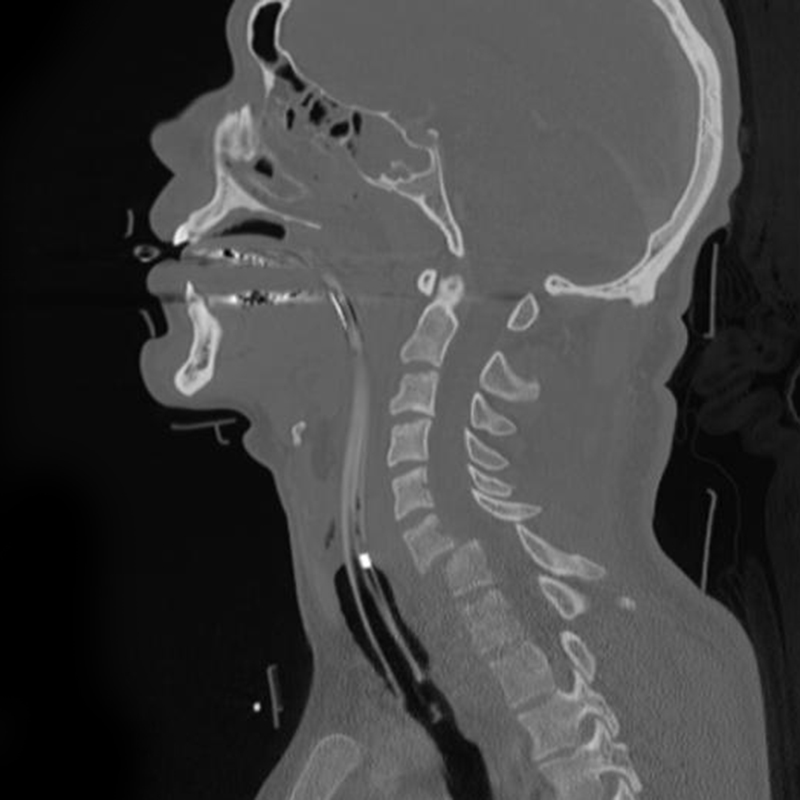
Tái tạo Sagittal của một hình chụp CT cho thấy một trường hợp gãy xương cổ với trật khớp ở mức độ C6 / 7

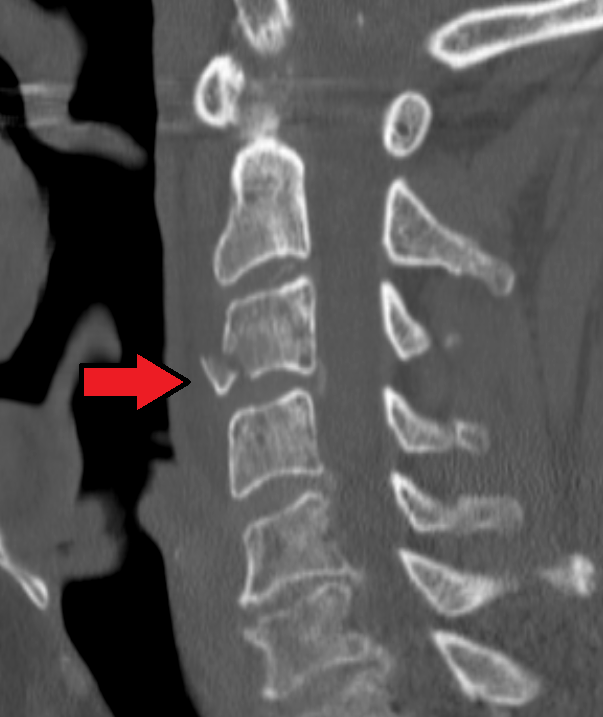
Teardrop gãy xương cổ C3 (sagittal CT)

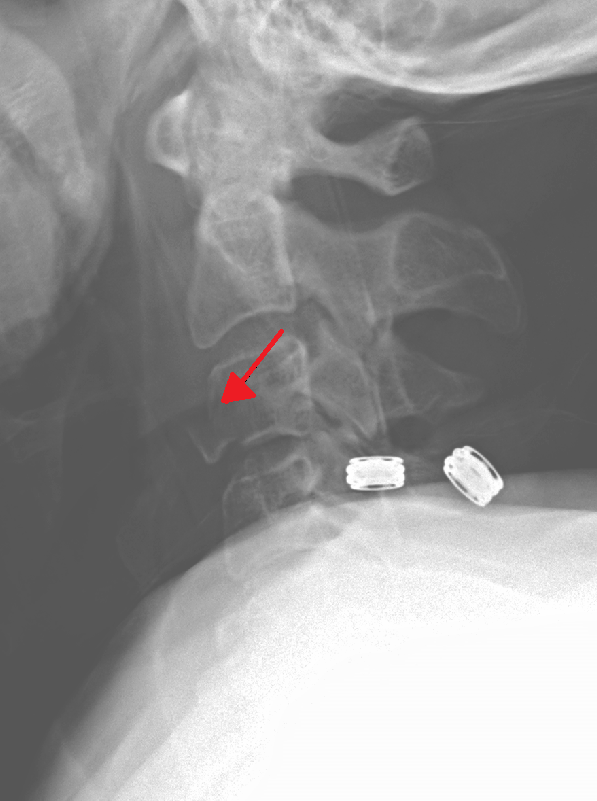
Teardrop gãy xương cổ C3 (tia X bên)

Đau dữ dội thường thấy tại thời điểm chấn thương. Áp lực lên dây thần kinh cũng có thể gây đau từ cổ xuống vai và/hoặc cánh tay. Bầm tím và sưng có thể xuất hiện ở phía sau cổ. Một cuộc kiểm tra thần kinh sẽ được thực hiện để đánh giá tổn thương tủy sống. Việc chụp tia X sẽ được yêu cầu xác định mức độ nghiêm trọng và vị trí gãy xương. CT scan (chụp cắt lớp vi tính) có thể được yêu cầu đánh giá tổng số bất thường không thể nhìn thấy bằng tia X thông thường. Các xét nghiệm MRI (chụp cộng hưởng từ) có thể được yêu cầu cung cấp hình ảnh có độ phân giải cao của mô mềm và xác định xem có tổn thương tủy sống hay không, mặc dù tổn thương này thường hiển nhiên thấy được khi bệnh nhân bị mất ý thức hoặc tê liệt phần lớn cơ thể.